# Nico Eisenhauer
Nico Eisenhauer (* 22. Februar 1980 in Lindenfels, Hessen) ist ein deutscher Biologe, Bodenökologe und Professor für Experimentelle Interaktionsökologie an der Universität Leipzig. Für seine „herausragenden Arbeiten zu den Auswirkungen des globalen Wandels auf die Artenvielfalt und Ökosystemfunktionen“ wurde ihm der Leibniz-Preis 2021 zugesprochen.

## Wissenschaftliche Laufbahn
Nico Eisenhauer studierte von 2000 bis 2005 an der Technischen Universität Darmstadt und erlangte dort sein Diplom in Tierökologie. Im Anschluss promovierte er ebenfalls an der Technischen Universität Darmstadt zum Thema „Earthworms in a plant diversity gradient: Direct and indirect effects on plant competition and establishment“ und erlangte 2008 die Doktorwürde mit der Note summa cum laude. Von 2008 bis 2010 war er wissenschaftlicher Mitarbeiter im Jena Experiment an der TU Darmstadt und der Georg-August-Universität Göttingen. Von 2010 bis 2012 war er als wissenschaftlicher Mitarbeiter an der Universität Minnesota tätig. Im Jahre 2012 wurde er wissenschaftlicher Mitarbeiter an der TU München, Emmy-Noether-Nachwuchsgruppenleiter an der TU München und habilitierte an der Georg-August-Universität Göttingen (Venia Legendi in Ökologie und Zoologie). Zwischen 2012 und 2014 war er W2-Professor für Terrestrische Ökologie an der Friedrich-Schiller-Universität Jena.
Seit 2014 ist Nico Eisenhauer Professor für Experimentelle Interaktionsökologie an der Universität Leipzig und Arbeitsgruppenleiter am Deutschen Zentrum für integrative Biodiversitätsforschung (iDiv).
Seit 2015 ist er Sprecher der Forschungsgruppe „Jena Experiment“ gefördert durch die Deutsche Forschungsgemeinschaft. Weiterhin ist er Leiter des iDiv Ecotron und des MyDiv Experiments, sowie Gründungsmitglied des Soil BON Konsortiums.

## Wirken
Seine Hauptforschungsinteressen sind die Ursachen und Ökosystemkonsequenzen von Veränderungen in der biologischen Vielfalt.
So erforscht Eisenhauer die Klimakrise auf Basis der Wechselwirkungen zwischen Tieren, Pflanzen, und Mikroorganismen in den Böden. So konnte er beispielsweise die negativen Auswirkungen der globalen Erwärmung für Regenwurm-Populationen zeigen. Dazu sagte er einmal: „Wenn es zu längeren Trockenperioden kommt und das auch noch in einem wärmeren Klima, dann ist das eher schädlich für Regenwurmgemeinschaften, dann gehen Regenwurmdichten und Diversität im Boden zurück und damit auch die ganzen Prozesse, die von Regenwürmern angetrieben werden.“

## Ehrungen und Auszeichnungen
- 2024 Top-Wissenschaftler (Disziplin: Ökologie und Evolution), Ecology and Evolution Leader Award 2023, Research.com
- 2023 PIFI Distinguished Scientist Award der CAS President's International Fellowship Initiative
- 2023 iDiv Supervisor Award 2023 von iDiv
- 2023 Auszeichnung für herausragendes Engagement in der Doktorandenbetreuung durch die Universität Leipzig

- 2023: Gewähltes Mitglied der Deutschen Akademie der Naturforscher Leopoldina, Bereich: Agrar- und Ernährungswissenschaften
- 2023: Gelistet für den Hamburger Wissenschaftspreis „One Health“ der Akademie der Wissenschaften in Hamburg
- 2023: Top Scientist (Disziplin: Ökologie & Evolution), Ecology and Evolution Leader Award 2023, Research.com
- 2023: Ehrenpreis der Stadt Fürth (Odenwald) für wissenschaftliche Leistungen
- 2022: Top Scientist (Disziplin: Ökologie & Evolution; #394 weltweit, #25 in Deutschland), Research.com
- 2021: World Expert in Soil (top 0.1%), Expertscape
- 2021: Reuters list of the world’s top climate scientists, Reuters
- 2021: Gottfried Wilhelm Leibniz-Preis der Deutschen Forschungsgemeinschaft
- 2020: Alexander von Humboldt Scout im Henriette Herz-Scouting-Programm
- 2020: Highly Cited Researcher 2020, Clarivate
- 2016: ERC Starting Grant, European Research Council
- 2014: Top 40 unter 40, Junge Elite 2014, Kategorie Wissenschaft, Capital (“Best of Germany”)
- 2014: Heinz-Maier-Leibnitz-Preis der Deutschen Forschungsgemeinschaft
- 2012: Emmy-Noether Nachwuchsgruppenleiter der Deutschen Forschungsgemeinschaft
- 2010: Postdoc Forschungsstipendium der Deutschen Forschungsgemeinschaft
- 2004: Stipendium des Deutschen Akademischen Austauschdienstes (DAAD)

## Editorial board
- 2011–2013: Subject Editor von Biodiversity and Conservation
- 2012–2013: Subject Editor von Plant and Soil
- 2014–2018: Editor-in-Chief von Pedobiologia – Journal of Soil Ecology
- seit 2019: Editor-in-Chief von Soil Organisms
- seit 2021: Advisory Editorial Board at Journal of Sustainable Agriculture and Environment

## Ausgewählte Publikationen
- N. Eisenhauer, A. Bonn, C. A. Guerra: Recognizing the quiet extinction of invertebrates. In: Nature Communications. 10, 2019, Article number 50.
- N. Eisenhauer, T. Dobies, S. Cesarz, S. E. Hobbie, R. J. Meyer, K. Worm, P. B. Reich: Plant diversity effects on soil food webs are stronger than those of elevated CO2 and N deposition in a long-term grassland experiment. In: Proc Natl Acad Sci USA. Band 110, 2013, S. 6889–6894.
- N. Eisenhauer, C. A. Guerra: Global maps of soil nematode worms. In: Nature. Band 572, 2019, S. 187–188.
- N. Eisenhauer, J. Hines, F. Isbell, F. van der Plas, S. E. Hobbie, C. E. Kazanski, A. Lehmann, M. Liu, A. Lochner, M. C. Rillig, A. Vogel, K. Worm, P. B. Reich: Plant diversity maintains multiple soil functions in future environments. In: eLife. Band 7, 2018, S. e41228.
- C. A. Guerra, R. D. Bardgett, L. Caon, T. W. Crowther, M. Delgado-Baquerizo, L. Montanarella, L. M. Navarro, A. Orgiazzi, B. K. Singh, L. Tedersoo, R. Vargas-Rojas, M. J. I. Briones, F. Buscot, E. K. Cameron, S. Cesarz, A. Chatzinotas, D. A. Cowman, I. Djukic, J. van den Hoogen, A. Lehmann, F. T. Maestre, C. Marín, T. Reitz, M. C. Rillig, L. C. Smith, F. T. de Vries, A. Weigelt, D. H. Wall, N. Eisenhauer: Tracking, targeting, and conserving soil biodiversity. In: Science. Band 371, 2021, S. 239–241.
- F. Isbell, D. Craven, 34 Ko-Autoren, Eisenhauer N: Biodiversity increases the resistance of ecosystem productivity to climate extremes. In: Nature. Band 626, 2015, 574–577.
- H. R. P. Phillips, C. A. Guerra, 137 co-authors, Cameron EK, Eisenhauer N: Global distribution of earthworm diversity. In: Science. Band 366, 2019, S. 480–485; doi:10.1126/science.aax4851.
- P. B. Reich, D. Tilman, F. Isbell, K. Mueller, S. E. Hobbie, D. F. B. Flynn, N. Eisenhauer: Impacts of biodiversity loss escalate through time as redundancy fades. In: Science. Band 336, 2012, S. 589–592.
- C. Scherber, N. Eisenhauer u. a.: Bottom-up effects of plant diversity on biotic interactions in a biodiversity experiment. In: Nature. Band 468, 2010, S. 553–556.
- B. Schwarz, A. D. Barnes, M. P. Thakur, U. Brose, M. Ciobanu, P. B. Reich, R. L. Rich, B. Rosenbaum, A. Stefanski, N. Eisenhauer: Warming alters energetic structure and function but not resilience of soil food webs. In: Nature Climate Change. Band 7, 2017, S. 895–900.
- FAO, ITPS, GSBI, SCBD and EC. 2020: State of knowledge of soil biodiversity - Status, challenges and potentialities. Report 2020. Rome, FAO. doi:10.4060/cb1928en (Eisenhauer N Coordinating Lead Author; Lead Author of Chapter 2. Global diversity & distribution of soil biodiversity; Contributing Author of Chapter 4. Threats to soil biodiversity - global and regional trends).
- H. O. Pörtner, R. J. Scholes, J. Agard, E. Archer, A. Arneth, X. Bai, D. Barnes, M. Burrows, L. Chan, W. L. Cheung, S. Diamond, C. Donatti, C. Duarte, N. Eisenhauer, W. Foden, M. A. Gasalla, C. Handa, T. Hickler, O. Hoegh-Guldberg, K. Ichii, U. Jacob, G. Insarov, W. Kiessling, P. Leadley, R. Leemans, L. Levin, M. Lim, S. Maharaj, S. Managi, P. A. Marquet, P. McElwee, G. Midgley, T. Oberdorff, D. Obura, E. Osman, R. Pandit, U. Pascual, A. P. F. Pires, A. Popp, V. Reyes-García, M. Sankaran, J. Settele, Y. J. Shin, D. W. Sintayehu, P. Smith, N. Steiner, B. Strassburg, R. Sukumar, C. Trisos, A. L. Val, J. Wu, E. Aldrian, C. Parmesan, R. Pichs-Madruga, D. C. Roberts, A. D. Rogers, S. Díaz, M. Fischer, S. Hashimoto, S. Lavorel, N. Wu, H. T. Ngo: IPBES-IPCC co-sponsored workshop report synopsis on biodiversity and climate change. IPBES and IPCC, 2021; doi:10.5281/zenodo.4782538.

## Belege
1. 1 2  mdr.de
2. ↑  idiv.de
3. ↑  the-jena-experiment.de
4. ↑  idiv.de
5. ↑  idiv.de
6. ↑  geobon.org
7. ↑  idiv.de
8. ↑  deutschlandfunk.de

| Personendaten    | Personendaten                                       |
| ---------------- | --------------------------------------------------- |
| NAME             | Eisenhauer, Nico                                    |
| KURZBESCHREIBUNG | deutscher Biologe, Bodenökologe und Hochschullehrer |
| GEBURTSDATUM     | 22. Februar 1980                                    |
| GEBURTSORT       | Lindenfels, Hessen                                  |